# Mujeres en la Guerra de Independencia (México)

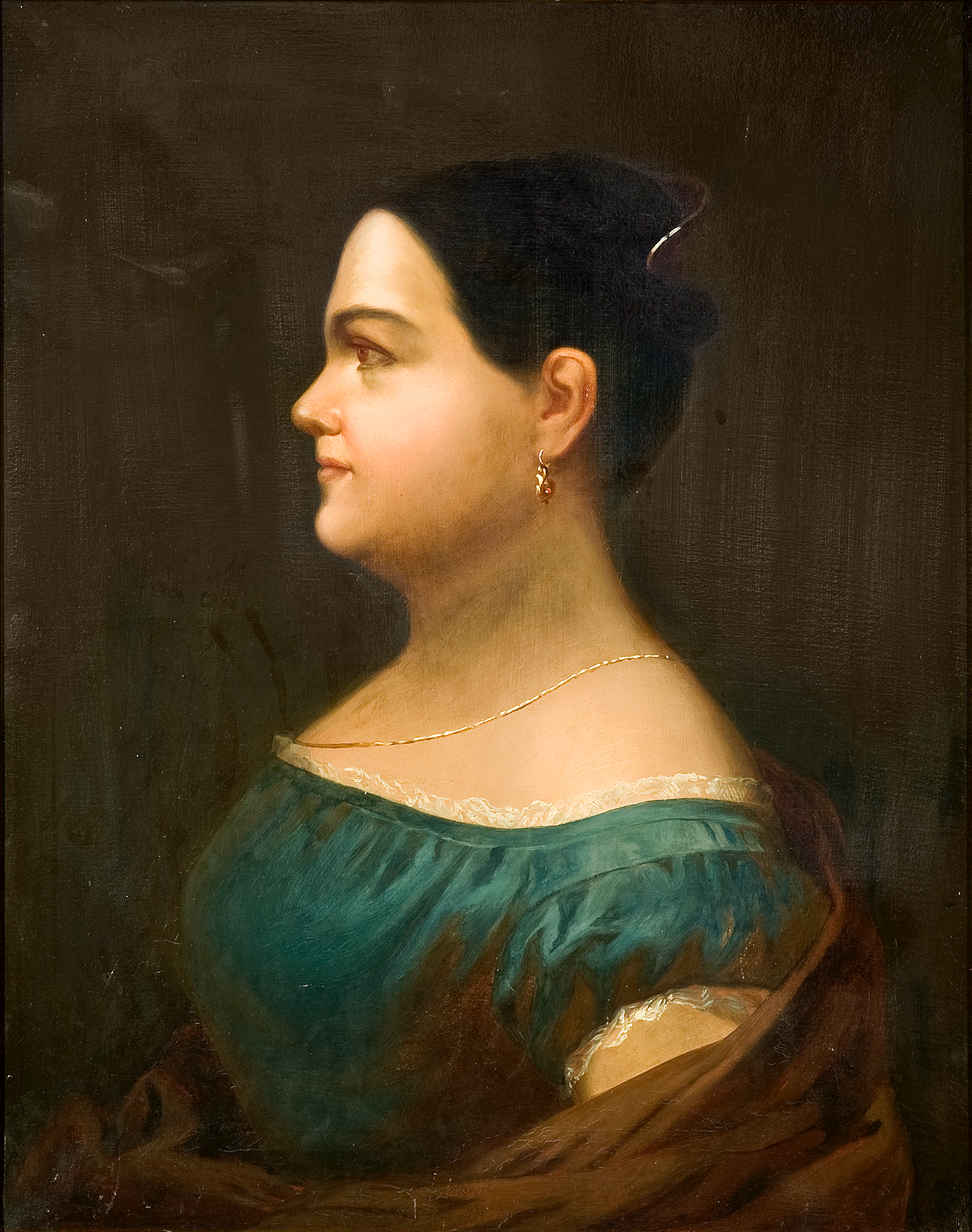
Oleo sobre tela de Leona Vicario, insurgente de la Independencia de México.

Las mujeres fueron una parte clave durante la guerra de independencia de México (1810-1821), sin embargo, muchas de ellas han quedado fuera de las narrativas históricas, destacando solo a unas pocas como Josefa Ortiz de Domínguez y Leona Vicario. A lo largo de este periodo, las mujeres desempeñaron diferentes roles, participando en el frente de lucha en los distintos ejércitos, brindando atención médica, cuidados y alimentos, enviando correos y realizando actividades de espionaje, como contrabandistas de armas. Las mujeres que permanecieron en sus hogares lejos de esperar a que los hombres volvieran de la lucha, fueron igual de activas como aquellas en el frente de la batalla, su actividad consistió en mantener en pie a sus comunidades mientras soportaban el asedio de las tropas españolas y en muchos casos arriesgaban sus vidas saliendo en busca de ayuda, víveres y agua.

## Entorno
A finales del siglo XIX solo el 25% de la población mexicana sabía leer. En el caso de las mujeres pertenecientes  a la clase media y alta, cuando éstas recibían educación de algún tipo, esta se limitaba a enseñarles a leer, pues de esta manera podían participar en las ceremonias religiosas; además que los libros a los que se les otorgaban tenían que ser revisados y autorizados por sus tutores, estos eran principalmente religiosos. Sin embargo no se les enseñaba a escribir escribir, pues se buscaba evitar que se pudieran comunicar de manera privada a partir de cartas con otras personas ajenas a su núcleo familiar. Como explica la historiadora Josefina Muriel: “En los terrenos de la cultura, le eran prácticamente vedados aquellos que fueran más allá de la enseñanza elemental. No había para ella colegios de estudios superiores ni por tanto posibilidades de ingreso a la Universidad.”   Puesto que en la época, las mujeres estaban sometidas a una sociedad patriarcal donde sus funciones sociales se limitaban a a la actividad reproductiva, su vida se desenvolvía al hogar, la iglesia o en algunos casos, en conventos por lo que la forma de trasmitir noticias era verbal, de cara a cara, salvo los bandos oficiales. Por ello, investigadores como Natividad Gutiérrez, trabajan en torno a la hipótesis de que la actuación de las mujeres estuvo estrechamente relacionada con la de su familia, en especial de su cónyuge, y del grupo social al que pertenecían. Por ejemplo, los criollos se levantaron motivados por la desigualdad que en materia de puestos públicos implicaba ser español peninsular o español americano (criollo), a quien estaba vedado el acceso a las posiciones más elevadas de la administración.

## Las Casas de Recogidas en la guerra de independencia

Campaña de Hidalgo

Campaña de Morelos

Las casas de recogidas o de las arrepentidas eran instituciones que recogían a las mujeres para que dejaran el ejercicio público de la prostitución. Por iniciativa de Isabel la Católica, las hubo en España. En 1526 se fundó la primera en la Española, hoy Santo Domingo y se cree que en Nueva España hubo otra, pero no se tiene una fecha exacta. La evidencia histórica data de 1573.
Ana de Soto, luego Ana de San Jerónimo, dijo en 1573, al recibir de Pedro Moya de Contreras, Arzobispo electo de México, el cargo de abadesa del recogimiento de Jesús de la Penitencia, que buscaba “cambiar los valores que las habían movido hacia un tipo de vida, pero sin que su capacidad de amor se frustrara, antes se realizara en un amor a Dios tan pleno, que olvidadas de todo lo anterior…”
“El recogimiento de Jesús de la Penitencia se convirtió en convento en 1667, pero se crearon nuevas casas de recogidas durante los siglos XVII y XVIII, en la capital y ciudades mayores del virreinato.” El investigador Barry Matthew Robinson encontró que “El ámbito de su misión se amplió gradualmente, ya que fue de la recuperación de las prostitutas al asilo de mujeres pobres o divorciadas, y al encarcelamiento de las que infringieron las normas sociales. Las mujeres podían inscribirse voluntariamente o ser recluidas después de una petición de su esposo o la orden de un juez. Parece que durante el siglo XVIII las casas de recogidas llegaron a ser más parecidas a cárceles para mujeres. Después del inicio de la guerra de independencia, la práctica de recogimiento tomó un propósito nuevo, y abiertamente político: el control de las mujeres y familias rebeldes.”
Se sabe que 114 mujeres recogidas fueron encarceladas durante el periodo de lucha. El 55% de ellas tenía relación de parentesco o sentimental con algún insurgente. “Algunas de ellas reclamaron que no habían participado directamente en la insurgencia o que habían sido forzadas a apoyar a los insurgentes o a ser amantes de un líder rebelde. Otras admitieron que habían ayudado a las tropas insurgentes, pero afirmaron que el parentesco justificaba sus acciones y que no merecían el recogimiento.”  Para los jefes del ejército realista las casas de recogidas fueron un lugar de reclusión tanto para mujeres que apoyaron a los insurgentes como para las que eran familiares de alguien que querían que se entregara y dejara las armas. También las usaron para intercambiarlas por rehenes.

## El caso de Vicente Vargas, su esposa y su amasia
Entre los casos estudiados por Robinson destaca el del insurgente Vicente Vargas. En 1817 Mónica Salas, la esposa de Vargas, fue recluida en la casa de recogidas La Magdalena, en Puebla, junto con dos de sus hijas y dos nietas. Al parecer, el objetivo era que Vargas depusiera las armas y aceptara el indulto real, cosa que ocurrió el 22 de enero de 1818. Sus familiares fueron liberadas.
En septiembre de 1819, Vargas volvió a la lucha. En octubre de ese mismo año fue capturado y fusilado. Posteriormente, su amasia Rafaela Morales y otras cuatro mujeres que acompañaban a la tropa fueron sentenciadas a cuatro años de reclusión y trabajo, también en La Magdalena. “Así que mientras que la reclusión de su esposa posiblemente servía como instrumento para forzar la cooperación de Vargas, la sentencia de su amante era claramente un castigo a la mujer misma”, concluyó Robinson.

## Las mujeres de Pénjamo
El propio Robinson refiere el caso de Agustín de Iturbide, cuando encabezaba al ejército realista en contra del movimiento de Morelos: “recogió a más de 100 mujeres del pueblo insurgente de Pénjamo el 29 de noviembre de 1814 y las mandó a casas de recogidas en Guanajuato e Irapuato. Evidentemente se liberaron a algunas de ellas después de un corto tiempo, pero en febrero de 1818 todavía al menos 16 de ellas continuaban recluidas en Guanajuato y un número desconocido en Irapuato... Durante su reclusión, algunas de esas prisioneras tomaron un papel de liderazgo en la casa de recogidas. Escribieron súplicas a un oficial anónimo pidiendo su liberación y la de las otras mujeres recluidas en la institución… Anotaron además que las prisioneras recién cautivas recibieron poca comida, insultos y aun azotes durante la larga marcha a la casa de recogidas.” 

## Mujeres con participación reconocida
En 1910, como parte de las fiestas del Centenario, Genaro García, director del Museo Nacional de Historia, Arqueología y Etnología de México, supervisó la publicación de una colección documental de siete volúmenes sobre la época de la Independencia (Documentos históricos mexicanos). Un volumen contiene documentos relacionados con la participación de las mujeres en las rebeliones. Su conclusión fue “hasta la fecha, es cierto que aún los nombres de las mujeres insurgentes mexicanas son desconocidos, con la excepción de doña Leona Vicario, doña Josefa Ortiz de Domínguez, y algunas otras.” Poco a poco van apareciendo los personajes femeninos de la lucha. Los casos con evidencia histórica de su existencia están incluidos en los siguientes listados:

### Movimiento deMiguel Hidalgo y Costilla

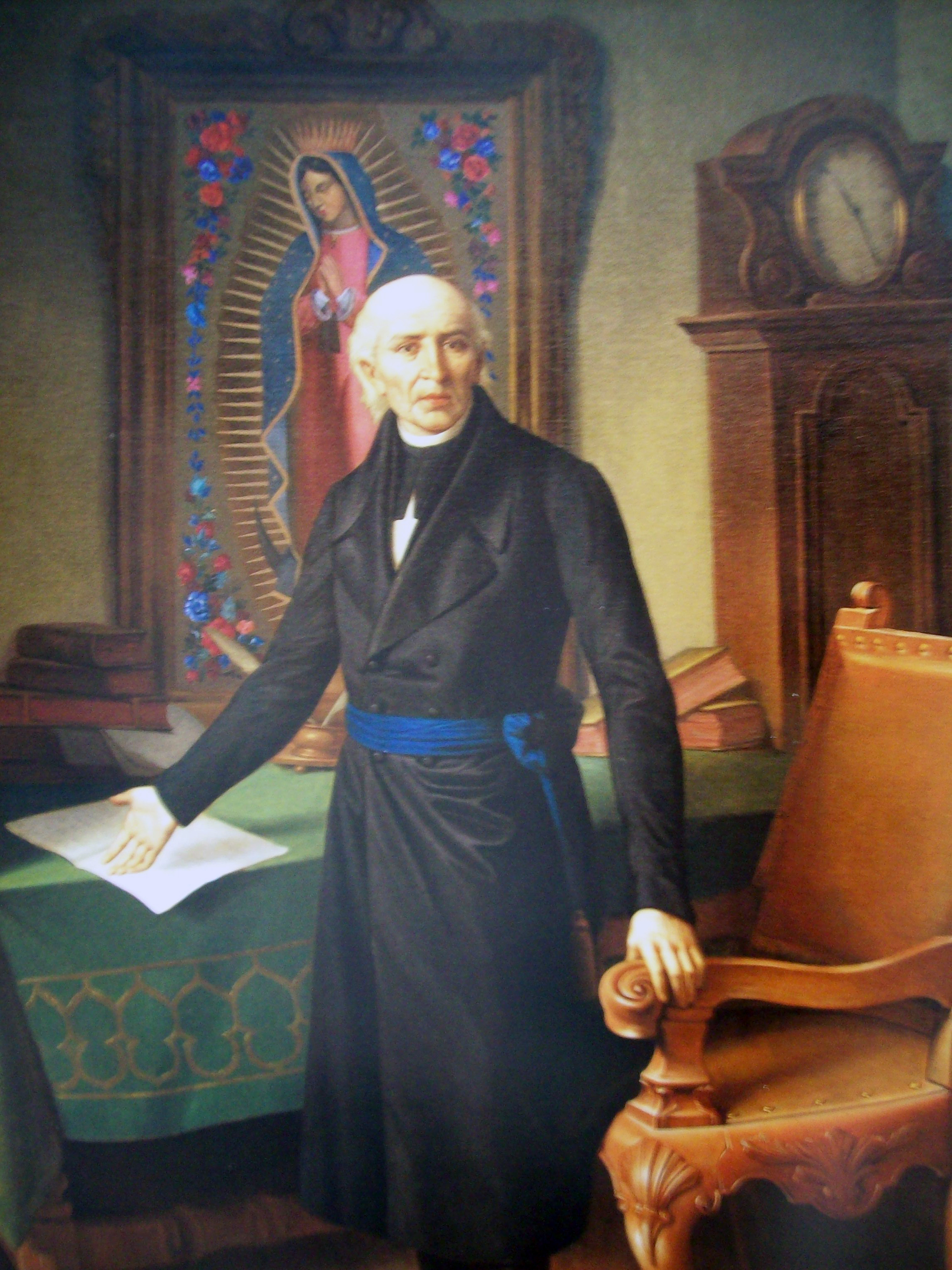
Miguel Hidalgo recibió el apoyo femenino en su movimiento

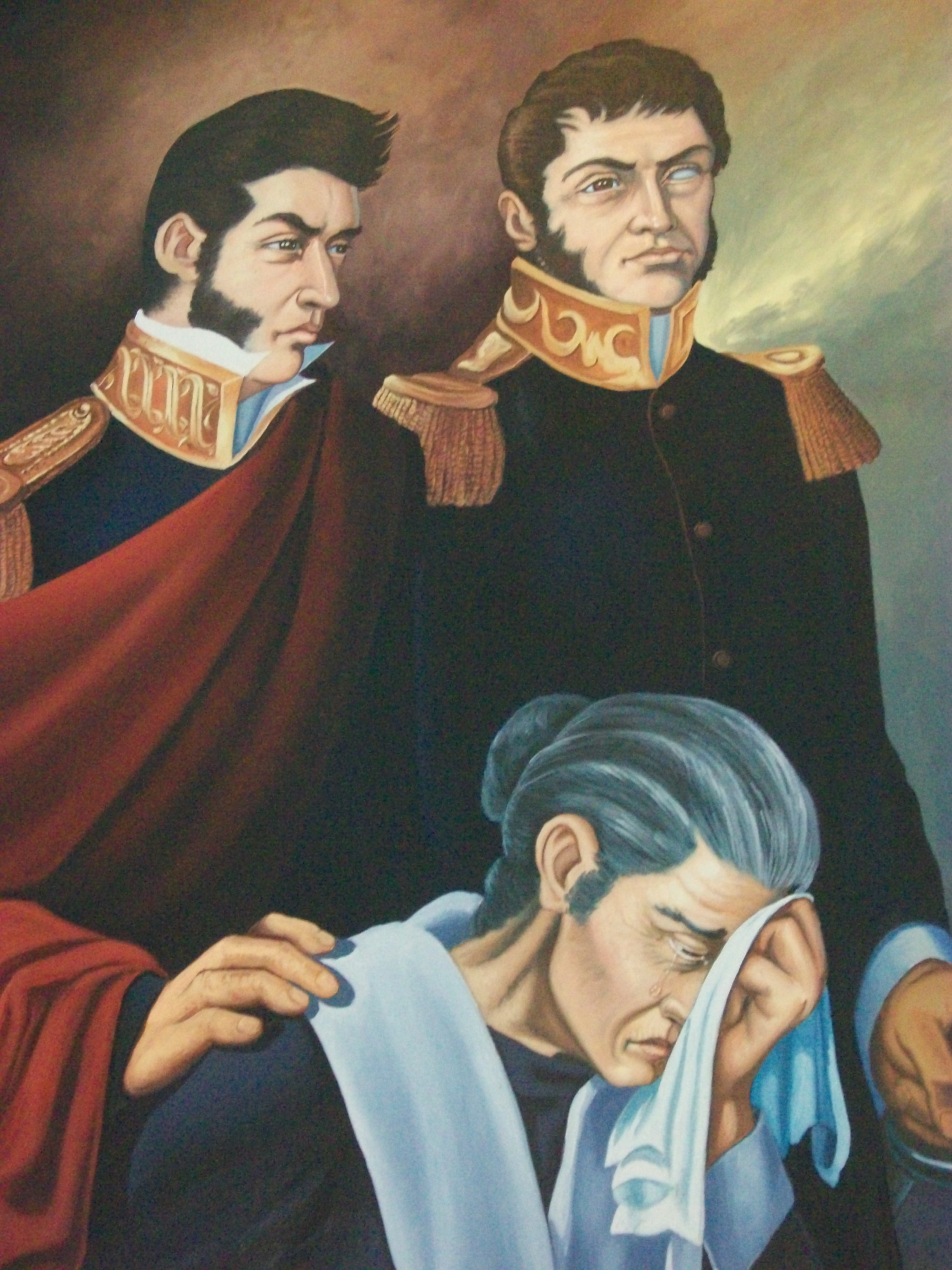
Óleo de Rafaela López Aguado de López Rayón con Ignacio y Francisco López Rayón, dos de sus hijos

1. María Gertrudis Armendáriz. Fue aprehendida por ser cuñada de Miguel Hidalgo y Costilla y llevada a la cárcel La Acordada, desde dentro de la cárcel impulsó a los presos para que se unieran a la lucha insurgente y sobornó a los carceleros para que dejaran escapar a quienes querían unirse a la lucha por la independencia. Utilizando sus escasos recursos, también participó en la compra de armamento y contribuyó en la compra de la imprenta para la creación del primer periódico insurgente El Despertar Americano. 
3. María Josefa Huerta y Escalante. Tuvo parentesco con Manuel Lino Villalongin. Trabajó como mujer-correo y trató de convencer a un oficial realista de cambiar de bando.
4. Rafaela López Aguado de López Rayón. Sus cuatro hijos participaron en la lucha de independenciaː Ignacio y Francisco López Rayón son los más mencionados. También lucharon Ramón, José María y Rafael. Se negó a cambiar la vida de su hijo Francisco por la rendición y perdón de sus otros vástagos.
5. María Josefa Marmolejo de Aldama. Esposa de Ignacio Aldama. Su papel fue de enfrentamiento verbal con realistas.
6. María Josefa Martínez Navarrete. Tuvo parentesco con José Villaseñor. Mujer-correo.
7. María Micaela Monroy. Esposa de Cristóbal Cruz Manjarrez. Recibió con su esposo al ejército insurgente en Toluca.
8. Marcela n.d. Mujer-correo de Rayón.
9. María Josefa Natera. Participó en el movimiento. Condenada a un año de reclusión en el convento de Santa Rosa de Querétaro y a una multa de 300 pesos.
10. Manuela "la Cohetera" Niño. En su casa de citas se reunían los legos insurgentes juaninos de San Luis Potosí a planear la independencia.
11. Josefa Ortiz de Domínguez. Esposa de Miguel Domínguez. Conspiradora de Querétaro, fue Correjidora con su esposo de Querétaro.
12. María Ubalda Sánchez. Presa liberada, en Toluca se unió a su ejército.
13. Mariana Rodríguez del Toro. Encabezó una conspiración para secuestrar al virrey Francisco Xavier Venegas
14. Ana Villegas. Instigó a la insurrección en Chicontepec.
15. Manuela Taboada. Benefactora del movimiento insurgente, otorgó 40 mil pesos en oro a la causa y recibió en su casa a los capitanes del ejército insurgente el 19 de septiembre de 1810. Manuela huyó de Dolores después de que su casa fue atacada y saqueada por tropas realistas. Ella y un grupo de mujeres siguieron los pasos del ejército insurgente en su viaje hacia el norte y los acompañaron a través del desierto de Chihuahua, hasta que cayeron prisioneros los principales jefes insurgentes.

### Movimiento deJosé María Morelos

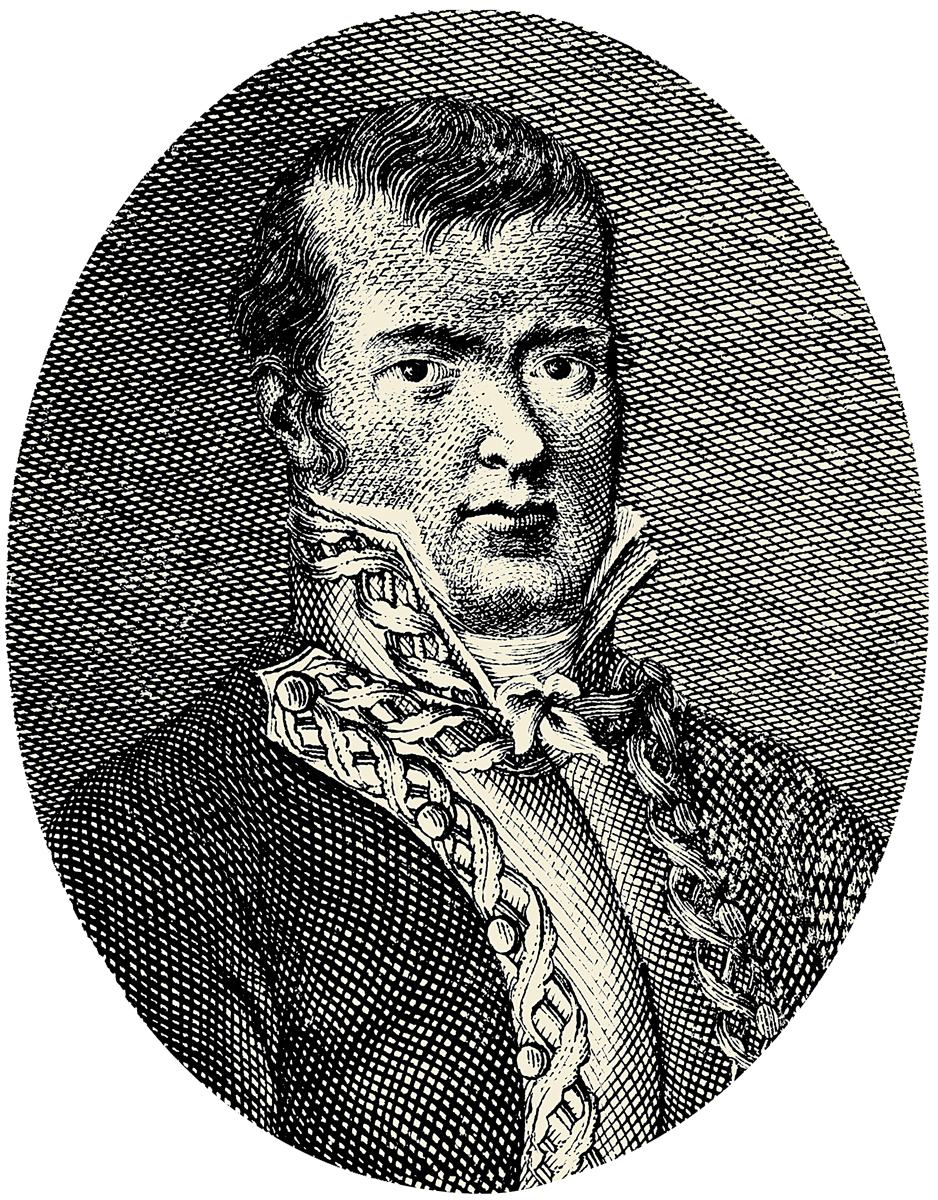
José María Morelos, aquí en un grabado depositado en la Biblioteca Nacional, UNAM, contó con el apoyo femenino durante su movimiento

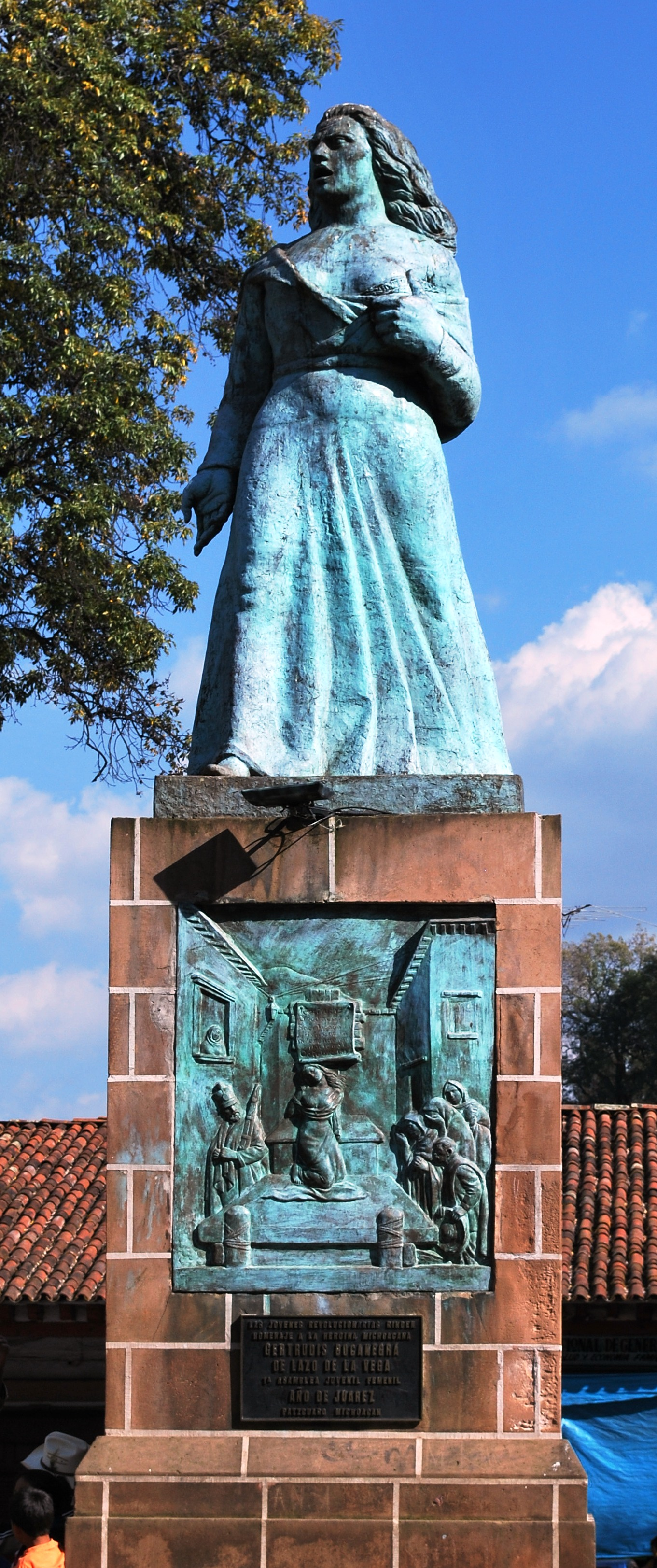
Estatua de Gertrudis Bocanegra en Pátzcuaro. Ella tiene relativamente más reconocimiento que otras mujeres que participaron en la lucha por la independencia

1. Brígida Almonte. (Carácuaro) mujer valiente de la independencia en Michoacán, en su memoria se colocó un monumento tomando de la mano a su hijo, Juan Nepomuceno Almonte, hijo biológico de María Morelos y Pavón. Murió durante el parto el 15 de mayo de 1803.
2. Gertrudis Bocanegra. Esposa de Pedro Advíncula de la Vega. Mujer-correo.
3. Gabriela Carrasco. Hermana de Agustín Carrasco y pareja Cayetano López, ambos capitanes. Acompañante.
4. María Tomasa Esteves y Sala. Persuadió a soldados realistas de que se volvieran insurgentes. Fue fusilada junto con su hijo.
5. Ana María García de Trespalacios. Esposa del Coronel José Félix Trespalacios. Sin estudios de abogacía, evitó que su marido fuera sentenciado a muerte.
6. Francisca Marquina de Ocampo. Esposa de Antonio Pineda. Acompañante.
7. María Luisa Martínez. Esposa de Esteban García Rojas, pequeño comerciante. Daba víveres y recursos, actos de espionaje,
8. María Andrea Martínez. La campanera. Esposa de Domingo Domínguez. Acompañante capturada por los realistas, sobrevivió por estar embarazada.
9. Manuela Medina. "La capitana". Al enterarse del grito de Dolores, convenció a su pueblo de unirse al movimiento y emprendió un viaje de más de 500 kilómetros para unirse a las filas del ejército insurgente, al cual llegó un 9 de abril de 1813. Durante ese mismo año recibió el grado militar de capitana, nombramiento que fue expedido por la suprema junta de Zitácuaro, Michoacán. 7 acciones de guerra al frente de sus jinetes, hicieron huir a los realistas.
10. Altagracia Mercado, "Heroína de Huichapan". Financió la formación de un batallón que ella misma dirigió y con el cual se integró al bando insurgente durante la lucha por la Independencia de México. Logró vencer al ejército realista en varias ocasiones. Su valentía le ganó el respeto del comandante español, quien en lugar de fusilarla le perdonó la vida y afirmó: «Mujeres como ella no deben morir».
11. María Dolores Morán. Tuvo parentesco con Manuel Chávez. Arrestada por ser familiar del insurgente Julián Villagrán.
12. Isabel Moreno #La Pimpinela". Originaria de Lagos de Moreno, Guadalajara. Favorable a la causa de la Independencia. Menciona el Dr. Don Agustín Rivera, en su libro titulado Viaje a las ruinas del fuerte del Sombrero, que Isabel Moreno era una: "(...) adicta a la causa de la Independencia y que alguna vez tuvo una disputa con Ana Jaso, que era muy realista, y a la cual había levantado las ropas para darle nalgadas." 
13. Magdalena n.d. Enfermera. Hacía cartuchos.
14. Antonia Nava, "La Generala". Dispuesta a donar su cuerpo para que los soldados de Nicolás Bravo lo comieran. Al enviudar, dijo a Morelos: “No vengo a llorar; no vengo a lamentar la muerte de mi esposo; sé que cumplió con su deber; vengo a traer cuatro hijos; tres que pueden servir como soldados, y otro que está chico será tambor y reemplazará a su padre.”
15. Leona Vicario. Fue una de las figuras más destacadas de la Guerra de Independencia de México, durante la cual se dedicó a informar a los insurgentes de todos los movimientos que podían interesarles y que ocurrían en la capital del virreinato. Considerada la primera mujer periodista de México. El Congreso de la Unión le concedió el título honorífico de Benemérita y Dulcísima Madre de la Patria su nombre está inscrito con letras de oro en el Muro de Honor del Palacio Legislativo de San Lázaro, sede de la Cámara de Diputados de México.

### Movimientos de otros líderes

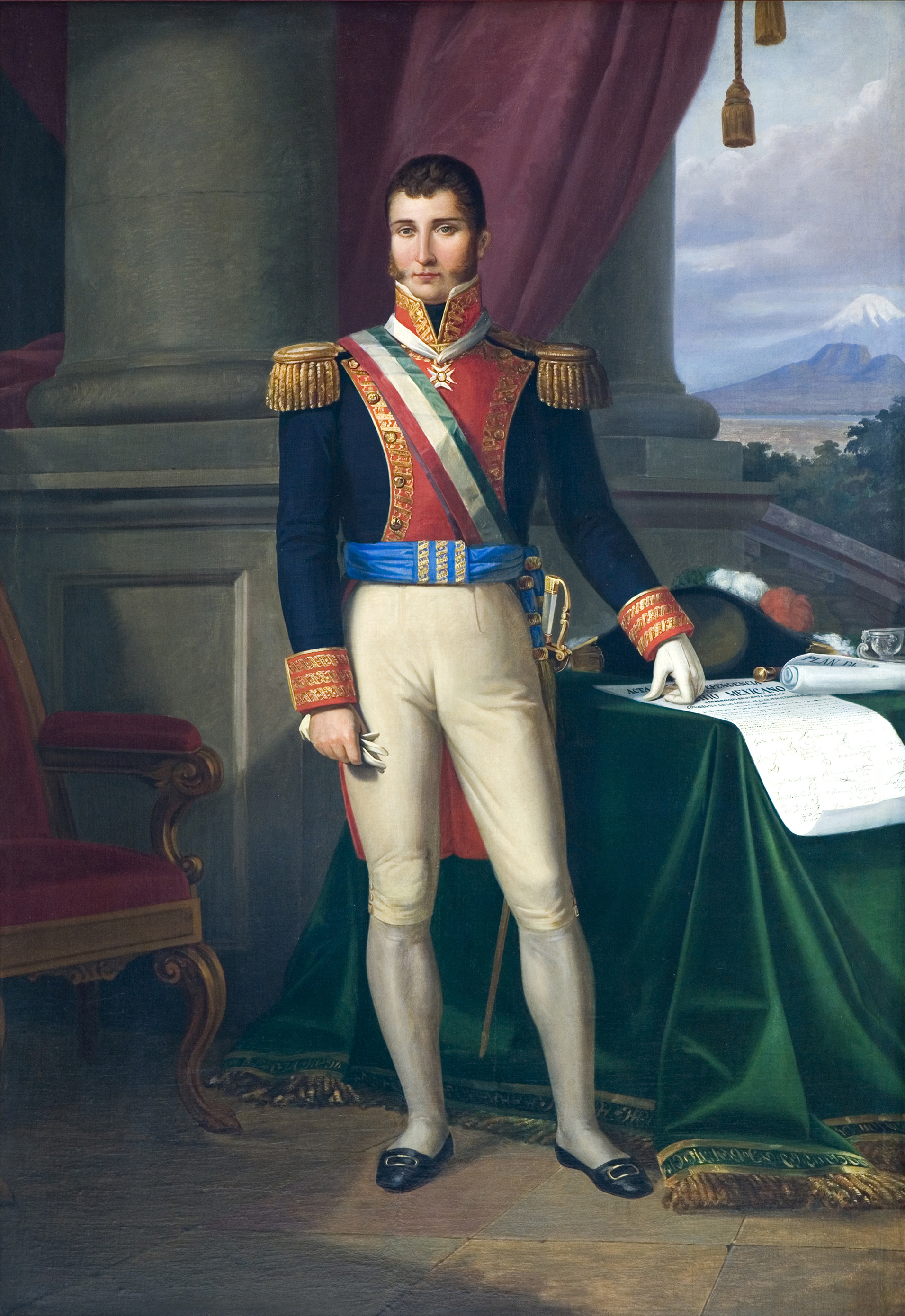
Agustín de Iturbide participó en dos etapas de la guerra de independencia de Méxicoː en la primera, como militar realista reprimió a los participantes del movimiento, como a las mujeres de Pénjamo. El la última, como líder del Ejército Trigarante, la consumó

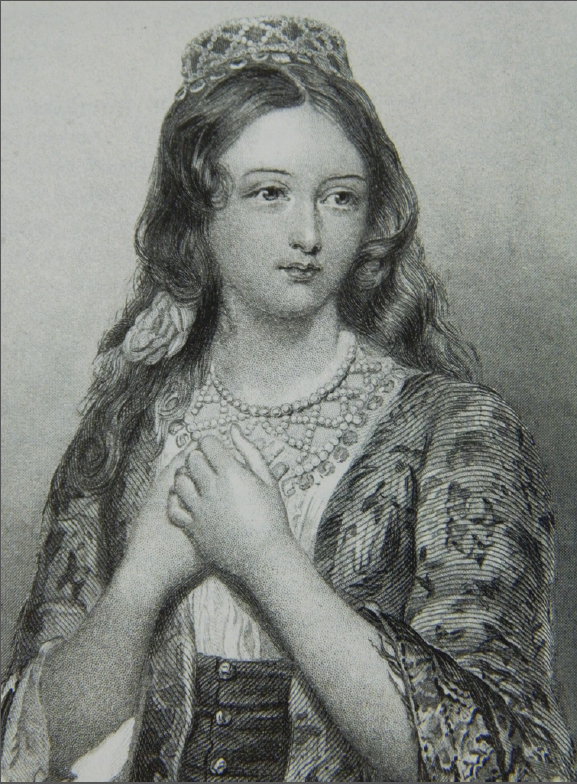
Al parecer, la Güera Rodríguez fue activista a favor de la consumación de la independencia bajo el mando de Agustín de Iturbide

1. María Bernarda Espinoza. Acusada de seducir a militares realistas.
2. María Herrera. Perteneció al grupo insurgente de Mina. Acusada de seducir a militares realistas.
3. Ana María Machuca. Presa en Irapuato por actividades revolucionarias.
4. María Josefa Martínez. Esposa del insurgente Miguel Montiel. La muerte de su marido por los realistas, ella se vistió con traje masculino y al frente de un grupo de rebeldes sostuvo varios combates con el enemigo. Fue hecha prisionera y condena a prisión perpetua en la casa de reclusión de Puebla.
5. María Luisa de Martínez García Rojas. Esposa de Esteban García Rojas (a) El Jaranero. Mujer correo.
6. Trinidad y Ana María Ortega. En 1815 fueron sorprendidas con las armas en las manos en los campos de batalla, hechas prisioneras se les condenó a muerte, pena conmutada por cadena perpetua. Fueron indultadas por el virrey Juan Ruiz de Apodaca.
7. Rita Pérez Jiménez de Moreno. Esposa de Pedro Moreno. Enfermera, cocinera. Fue parte del grupo insurgente de su marido. 
8. María Ignacia Rodríguez de Velasco, Güera Rodríguez. Iturbide. Al parecer, fue insurgente activa en la etapa de la consumación de la Independencia, pero hay controversia sobre su participación. 